# Café de Buci
Pour les articles homonymes, voir Buci.

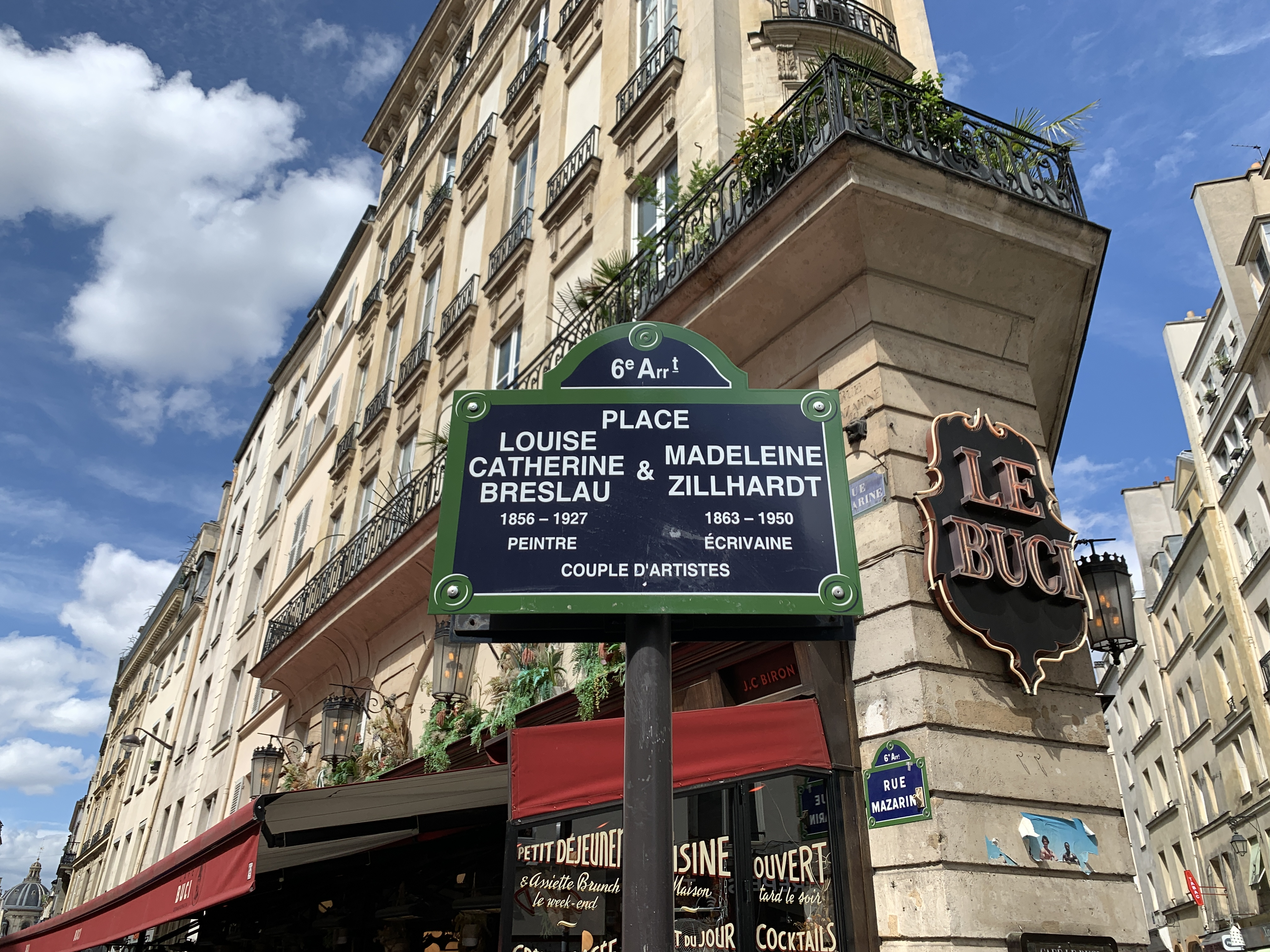
Café Le Buci.

Le café Buci est un célèbre café de Paris créé au début du XIXe siècle à l'angle des rues de Buci, Mazarine et Dauphine (place Louise-Catherine-Breslau-et-Madeleine-Zillhardt) dans le 6e arrondissement.
Les façades du bâtiment qui l'abrite sont inscrites aux monuments historiques depuis un arrêté du 19 septembre 1928.

## Accès
Le café de Buci est accessible par les lignes 4 et 10 à la station Odéon.